# OH!くん

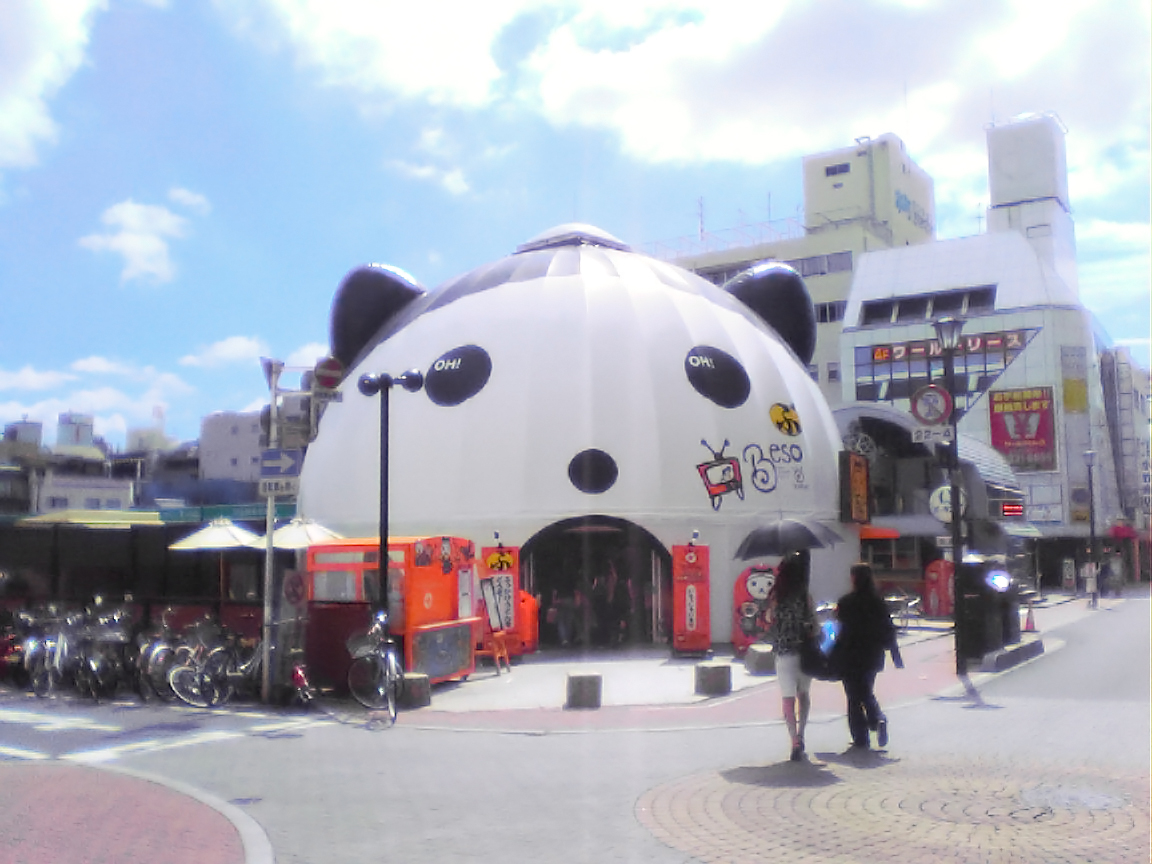
岡山高島屋の隣に設置されていた「BESO」

OH!くん（おーくん）は、フジテレビ（FNN・FNS）系列で岡山県・香川県がメインエリアのテレビ局、岡山放送（OHK）のマスコットキャラクター。2002年5月1日に登場した。

## 概要
OHKは、1969年4月1日に岡山の2局目の民間テレビ局として開局。1979年4月1日には、岡山・香川両県がサービスエリアになったため、フジテレビのフルネット局となった。その後、一時期経営危機に陥り、その際、フジテレビ側から同社へ役員を派遣する動きがあったが、OHK側がこれを拒否した為、フジ側はその報復として同局に対してFNN/FNSネット番組の30秒以上のネットスポンサー契約を個別交渉扱いとするなど、一時期OHKとフジの関係が悪化していた。しかし、OHK側は2001年に当時フジテレビの常務であった須賀勝彌を岡山放送の社長に迎え入れ（2007年6月に退任、現在は非常勤顧問）、同局の危機打開策の目玉の1つとして「『OH!型テレビ』宣言キャンペーン」を2002年5月1日より展開。そのマスコット・キャラクターとして登場した。
基本的には全身が白く、まわしを締めている。まわしには「相撲のように視聴者と真剣に向き合う」という意味が込められている。動物の耳が2つ生えたような髪型、黒髪。常に「オー!」としか言わないが発音にはいろいろとバリエーションがあり、ネコ科である。
OH!くんには同居人「OH!じいちゃん」がいて、OH!くんと同時に初登場し、OH!くんと一緒に出る回数も非常に多い。又、OH!じいちゃんの他にも、様々なOH!くんの仲間がCM、アニメ等で登場し、活躍している（詳細は、下記リンクにあるOH!くん公式サイト「OH!くんワールド」の「OH!くん？」内の「OH!ともだち紹介」の項目に記されている）。
「『OH!型テレビ』宣言キャンペーン」のCMで初登場を果たした後は、OH!くんだけでなく、時には同居人OH!じいちゃん、そしてOH!くんの仲間たち、更にはOHKのアナウンサー等も一緒に出て、このキャラクターを上手く大活躍させ、放送局の大黒柱にまで成長・発展させて、OHKのサービスエリアである岡山・香川両県から多くの人気を集めて大成功を収めた。これにより、同局は経営危機を打開することに成功した。このマスコット・キャラクターの展開の成功例は、他の放送局からも注目されている程である。その活躍の場は、CMは元より、地元の各種企業とタイアップでのコラボレーションによる商品やノベルティを生み、シーズン毎にOH!くんが登場し企業を紹介するCMもOAしたりしている。又、OH!くんの絵本や子育て応援マガジン「OH!ファンダクラブ」の書籍も発行したり、OHK版ラジオ体操の「OH!体操」（おーたいそう）も生み出し、そのCDも発売し、この体操を岡山・香川地域のスタンダードの体操へと根付かせた。更に、この曲が契機でOH!くん関係の歌を歌うグループユニット「ケダマ」まで誕生し、その後もほぼコンスタントにオリジナルの歌（J-POP）を発表。CDも発売し（時には番組、イベント等にてプレゼントを行うこともある）、地域の人たちを楽しませている等、様々な面に及んでいる。
2002年大晦日には、フジテレビ制作の年末生特番で全国ネットデビュー。その後めざまし体操キャラバン中継ではめざまし君との競演も果たし、FNS27時間テレビでもほぼ毎年のように登場している。
夏休みや年末年始には「OH!くんの夏だ（あったか）GOGOセレクション」と題したお店や企業宣伝CMもOHKの女子アナとともに出演している。
正月（元日～1月7日）には「あけましてOH!めでとう」(2012年以降は「OH!元気を届けます」)と題したミニアニメCMが流れている。最後には協賛スポンサーのテロップが流れる（通常正月時に流れるテレビ年賀状のようなもの）。
2008年8月12日から2014年6月30日までは、地上デジタル放送のチャンネルロゴ表示として局ロゴとともに表示されていた。
更に2013年12月からは、OHK開局45周年記念企画の1つとして、「OH!くん」の原画イラストのフリーユース企画を実施。条件付きで一部無料使えるようになるという、放送局のキャラクターとしては前代未聞で異例の企画を始めた。
ちなみに、OHKのOH!くん関係のCM制作は、企業とのコラボ等も含め、年間約300本程あるのだという。

## 歴史
- 2002年
  - 5月1日 OHK岡山放送の「『OH!型テレビ』宣言キャンペーン」と共に、そのマスコット・キャラクターとしてCMデビュー。但し、当初は名前がなかった。
    - この時、OH!くんの同居人であるOH!じいちゃんも、同時にCMデビューを果たし、後にOH!くんの多くのCM、アニメ等で一緒に活躍するようになる。

  - 7月 キャラクター名を「OH!くん」か「OH!ちゃん」のどちらにするか、視聴者による投票をCMで呼びかける。投票の結果、「OH!くん」が2808票、「OH!ちゃん」が2360票で、「OH!くん」に決定する。
  - 8月3日 岡山市のジョイポリス広場の「おかやま桃太郎まつり」にて、初のグッズ販売を行う。最大で2時間待ちの行列ができる程の人気となった[5]。
  - 12月31日 フジテレビの年末特番にて、全国放送に初出演を果たす。
- 2003年
  - 1月1日
    - OH!くんの正月アニメCM「あけましてOH!めでとう」シリーズがスタート(初年は8本制作)。以後、毎年4～8本のペースでその新作が発表される。
    - 最上稲荷にて、OH!くんとのコラボ商品「OH!守り」を発売。以後、同お寺にて正月に毎年発売される[6]。

  - 2月24日 クラブOHK開始。OH!くんデザインのクレジット・カードが登場する。
  - 5月1日 「OH!体操」を発表。OHKでの放送を開始。
    - この「OH!体操」の制作が契機で、OH!くん関係の音楽を担当するグループユニットである「ケダマ」が誕生。「OH!体操」発表に伴い、デビューする。(この時、ヴォーカルは杉村美奈だった。)

  - 8月9日 OH!くんの初のCD「OH!体操」(OHKM-0001)が発売。これがケダマのCDデビュー作となる。
  - 12月1日 OH!くん初の絵本「OH!くんのまわし」が発売される。
  - 時期不明 岡山・香川両県の「サークルKサンクス」の各店にて、「OH!ハッピーフェア」を開催。その後、年2回のペースで行う。
- 2004年
  - 4月 OHKの2004年の「OH!援団」キャンペーンがスタート。
  - 5月1日 同上のキャンペーン・ソングとして、ケダマの「はじまりの坂道」が登場する(ここから、ケダマのヴォーカルが現在の森川アキコに変更)。
  - 8月28日 絵本「OH!くんのかくれが」、CD「はじまりの坂道」が発売。
  - 10月18日 早いクリスマス・プレゼントとして、OH!くんの携帯ストラップを毎週200名にプレゼントするキャンペーンを数週間行う。
- 2005年
  - 5月 絵本「OH!くんのおめでとう」発売。
  - 5月3～8日 OH!くん3周年記念イベントとして、高松市のサンポート高松にて、「OH!くんのおめでとう」を実施。毎日先着プレゼントを行う。
  - 7月30日 岡山市の映画館「岡山メルパ」にて唯一、映画「ロボッツ」と同時に、劇場版オリジナル短編映画「OH!くんの反乱」が封切られる。後にこの映画は、同年度の文化庁メディア芸術祭のエンターテインメント部門(映像)の審査委員会推薦作品に選定される[7]。
  - 7月30日、8月6日 初の本格アニメ「OH!くんのOH!きな世界」(全6部構成)を、OHKにて2回に分けて放送(各回30分の放送)[8]。
  - 8月 上記のアニメや短編映画、今迄のCM等を収めたOH!くん初のDVD「OH!くんのOH!きな世界」発売。
  - 9月16日 CD「おおきな世界」発売。
  - 10月1日 絵本「OH!くんのうた」発売。
- 2006年
  - 期日不明 2006年「OH!」キャンペーン[9] を行う。そのイメージソングとして、ケダマの「旅に出よう」が登場する。
  - 4月1日 OH!くんの赤ちゃん絵本シリーズ全3冊(「OH!くんはみがきだいすき」、「OH!くんげんきにあいさつ」、「OH!くんじょうずにおトイレ」)同時発売。
  - 後半から 同年12月1日の地上デジタル放送の本放送開始に併せ、OH!くんも出る同放送の宣伝CM(OH!くん初のハイビジョンCM)が登場。ここでは、ケダマの「旅に出よう」の地デジ版の替え歌が登場する。
- 2008年
  - 3月18日 岡山のオハヨー乳業と共同で、コラボ商品「OH!牛乳」を発売(2010年3月まで)[10]。
  - 8月12日 OHKの地上デジタル放送のチャンネルロゴ表示として、局ロゴと一緒にOH!くんのイラストが表示される。
  - 10月2日 CD「OH!牛乳」(同商品のイメージソング)発売。
- 2010年
  - 7月 新たに制作される、OH!くんのCM等のアニメ制作が、全面ハイビジョン化される。
  - 12月24日 ケダマによるOH!くん関係の音楽のベスト盤CDアルバム「うたOH!」発売。
- 2011年
  - 1月 「OH!体操」の映像が、ハイビジョン制作の新しいCGバージョンに変更され、放送を開始する。これに伴い、歌も、森川アキコのヴァーカルによる新しいヴァージョンに変更される(バックの編曲音楽はほとんど全く同じ)。
  - 5月1日 OH!くん9周年を記念して、OHKのOH!くん公式ページが「OH!くんワールド」として、大幅にグレードアップされる。
- 2012年
  - 4月11日 OH!くんの公式Facebookページがオープンする(下記の外部リンクの項を参照のこと)。
  - 5月1日 OH!くんが10周年を迎える。
    - 10周年を記念して、OHK本社1Fイベント・ホールからインターネット配信サイトUstreamを通じて、10周年特別企画番組「OH!くん Ustream」を、ネット配信のみにて生中継を行う[11]。
    - 週毎に内容が変わる新しいミニアニメ「スイッチOH!くん」が始まる(同年10月19日まで放送。全25話)[12]。

  - 5月25日 「OH!くんワールド」にて、10周年特設サイト開設。同時に、「OH!くんチャレンジ10」がスタートする。
  - 8月29日 10周年に伴う新しい「OH!くんバス」が完成。10周年記念のOH!くんバスデザイン一般公募作品の大賞作品の原画を元にできた「OH!UDONバス」を、讃岐うどんで有名な香川県のことでんバスに於いて運用を開始する[13]。
  - 10月16日 OHKのケータイサイト以外に於ける、ケダマによるOH!くん関係の歌のネット配信販売を、iTunes Store、レコチョク、music.jpにて開始する[14]。
  - 10月27日 前記のミニアニメ「スイッチOH!くん」全25話と過去10年間のOH!くん関係の主要CM等を収めたDVD「スイッチOH!くん」が発売される[15]。
- 2013年
  - 3月21日 OH!くん初の岡山OH!みやげ「マスカットOH!ドロップス」を、岡山のフルーツ関係の製造会社である(株)果実工房とコラボして発売する[16]。
  - 4月15日 「OH!体操」の第2弾、「OH!体操2」を発表[17]。先ずはOHKの「エブリのまち」のこの日からのエンディングテーマとして放送され、同月26日にはシングルCDが発売、翌月5月1日にはiTunes Storeでの配信を開始する[18]。(振り付けはタレントの前田健が担当した。)
  - 5月21日 前田健による「OH!体操2」の振り付けビデオを、YouTubeを通じてインターネット上で公開する。これに伴い、YouTubeにて OHKのOH!くん公式チャンネル(ユーザー名:ohkunstuff) が正式開設される[19]。
  - 10月 「第4回ゆるキャラグランプリ」に、この年から新たに設けられた企業部門に初のエントリー。結果は、企業部門では335体中60位、総合では1850体中591位だった。
  - 12月6日 OHKの同局開局45周年企画の1つとして、「OH!くん」の原画イラストのフリーユース企画を実施。条件付きで一部無料使えるようになる[3]。
- 2014年
  - 10月 「第5回ゆるキャラグランプリ」にエントリー。結果は、1173ポイントを獲得し、企業部門では531体中223位、総合では1699体中844位だった。
  - 10月8日 OH!くん初のLINE向けコンテンツとして、LINEスタンプの販売を開始する。

## コラボレーション
- ショップ：岡山髙島屋の隣の敷地に、OH!くんやフジテレビのグッズを販売するショップにぶっかけうどんのふるいちを併設した「BESO」が設置されていたが、2006年5月14日に閉店した。ちなみに、この建物は岡山トヨペットの店舗（トヨペットQ）跡を流用していた。BESOがあった頃は、毎日20時55分からのニュースと天気の番組の天気コーナーで背景アニメとしてOH!くんが買い物に行く店になって紹介されていた。
- 乗り物：岡山電気軌道・ことでんバス・下津井電鉄ではラッピングバスを（初代はオレンジ色ベースのデザインであったが、現在は岡電が空色ベースでロケットOH!くん、ことでんが白色ベースでカラフルOH!くんの顔の2代目カラーに、下電は初代デザインのままである）、また岡電の路面電車でもオレンジ色ベースの全面ラッピング広告車1両がある。
- 自動車：岡山三菱自動車販売から、特別仕様車としてOH!グランディス、OH!eKワゴン。ちなみにeKほか三菱の軽は倉敷で製造されている。
- 飲食物：オハヨー乳業からOH!牛乳、畠山製菓からOH!せんべい、OH!おかき、さぬきワイナリーからOH!レンジジュース、ぶどOH!ジュース。その他にも、人形や食器、最上稲荷とのタイアップで「OH!まもり」なども発売されている。
- サッカーの実業団チーム・三菱自動車水島FCのユニフォームのゼッケンスポンサー（胸部分）にも就任しており、OH!くんがプリントされている。

## その他
- OHKでは「OH!くん」登場前に『ニョキニョキ』というキャラクターが存在した。
- 「OH!くん」の「OH!」とは「驚き、感動、喜びを皆さんに届ける」という意味を込めた意味だそうで、OHKのOH（ローマ字読みで「おー」）とをかけたものである。当初は「OH!さん」「OH!ちゃん」「OH!くん」と不定だったため、視聴者投票で決定し僅差で「OH!くん」となった。「くん」はローマ字では「KUN」なので、OH!KUNとOHKとつながるので結果的に正解だったと言える。
- 年に数回「サークルK」「サンクス」から、OH!くんグッズやオリジナル弁当などを販売する「OH!HAPPYフェアー」が開催されている。
- OHKでは天気予報画面の一部にOH!くんが登場している（テレビ内だけでなく公式ホームページ「OHK web」における天気予報ページも同様）。特に「OH!天気」と「OHKフラッシュニュースFNN（全国版）」の天気部分では天気マークがOH!くんの顔をモチーフにしている（晴：太陽マーク、曇：雲、雨：OH!くんが傘をさす、雪：雪だるま）。それ以外の天気コーナーや差し替えでは通常の天気マークとなる。
- 現在、放送終了後のフィラーでOH!くんの静止画（カラーバーの場合あり）とともにケダマの歌うOH!くんのイメージソングが流れている。
- 「FNSの日」など全国ネット番組でもOH!くんの着ぐるみが登場している（全国ネット初登場は2002年大晦日の生特番）。毎年夏にある「めざましテレビ」の「めざまし体操キャラバン中継」では「めざまし君」との競演も果たしている。
- 2005年7月30日と同年8月6日の18:30～19:00に30分のオリジナルアニメ「OH!くんのOH!きな世界」が放映され、2007年5月4日14:05～15:00には新作カットを入れた55分の再編集版が放送された。なお　お話（ナレーション）は島本須美が担当していた。局キャラクターのオリジナルアニメは他に関西テレビの「ハチエモン劇場」と北海道テレビ（テレビ朝日系列）の「onちゃん」などがある。
  - ちなみに「onちゃん」には「ohちゃん（おーちゃん）」という仲間が登場するが、もちろん「OH!くん」との関係はない。
- OH!くん関係の歌・音楽制作を行っている音楽グループのケダマは、「OH!体操」を制作することが契機で誕生したグループで、以来、OH!くん関係の歌、音楽はほぼ一貫してこのグループが担当している。このグループは当初、ヴォーカルは杉村美奈だったが、翌2004年の「はじまりの坂道」から、現在の森川アキコに変更されている。又、OHK主催のイベントでは、ケダマのライブ公演も行われたことも時々ある。
  - 2005年に制作されたアニメ「OH!くんのOH!きな世界」には、音楽も担当しているばかりか、ケダマも全員本人役にて登場している。更に、「スイッチOH!くん」の第10話（2012年7月2～6日放送分、OH!くん10周年記念のOH!くんバスデザイン一般公募の内容）には、ヴォーカル担当の森川が、本人役にて登場した。
- 誕生からの8周年記念には、2010年5月1日～5日の深夜に「OH!くんの歴史」と題した5夜連続特別企画を放送した。ナビゲーターは高橋圭子アナ。上記のオリジナルアニメの再放送や絵本2作品の朗読（担当は神谷文乃アナ）2002年から2005年までに放送されたOH!くんが登場したコマーシャルを一挙放送した（中にはイベント告知もそのまま放送されたが、最後におことわりの画面を出した）。
- 2012年5月、「2012ロンドンオリンピック バレーボール世界最終予選」をフジ系とTBS系で放送するに当り、その宣伝として、岡山・香川のフジ系局OHKのマスコット「OH!くん」と、地元局キャラクターであるRSK山陽放送(TBS系列局)の「アレすけ」の共演が初めて実現した。
- 学南町にあるOHK本社前の芝生広場は、OH!くんの顔の模様に刈られている。[20]

## エリア他局のマスコットキャラクター
- ランちゃん（アナログ･デジタル共通）・よんちゃん坊や（地デジ） - 西日本放送
- スパーキー - 瀬戸内海放送
- アレすけ・ろくたん - RSK山陽放送
- ななちゃん - テレビせとうち